# Timehri
Timehri is dorp in de regio Demerara-Mahaica van Guyana. Het ligt naast Cheddi Jagan International Airport, het internationaal vliegveld van Guyana, en ongeveer 41 km ten zuiden van Georgetown aan de Demerararivier. In 2012 telde het dorp 4.433 inwoners.

## Geschiedenis
Het dorp ligt op een heuvel naast de Demerara, Timehri is een inheems woord en betekent "rotstekeningen of schilderijen". In 1941 kreeg het Amerikaanse leger toestemming een vliegbasis aan te leggen in Brits-Guiana. Op 14 juni 1941 begon de constructie van een vliegveld op het terrein van Hyde Park. De vliegbasis kreeg de naam Atkinson Field naar luitenant-kolonel Bert M. Atkinson, een Amerikaanse piloot tijdens de Eerste Wereldoorlog. In 1969 werd de naam gewijzigd in Timehri International, en in 1997 werd het vliegveld hernoemd naar Cheddi Jagan International Airport ter ere van president Cheddi Jagan.

## Overzicht
Timehri ligt aan de hoofdweg van Georgetown naar Linden. Het heeft alle noodzakelijke voorzieningen. De middelbare school bevindt zich in het naburige Soesdyke.
In de jaren 1960 werd het oude gedeelte van het vliegveld omgevormd tot het South Dakota Circuit, een wegracecircuit voor motoren waar ook internationale wedstrijden worden gehouden. Een militair trainingskamp van de Guyana Defence Force bevindt zich naast het vliegveld.
Het Splashmins Fun Park, een attractiepark, bevindt zich aan de weg naar Linden. In 1997 werd het park aangelegd in een 283 hectare tropisch regenwoud waar de zwartwaterrivier Madawenikreek doorheen meandert. Het park bevat een kunstmatig meer met stranden en heeft een eco-adventurenpark.
Bij de aanlegsteiger van Timehri vertrekt een veerboot naar het inheemse Lokonodorp Santa Mission en het eco-toeristenoord Arrowpoint Nature Resort.
Beterverwagting · Buxton · Georgetown · Paradise · Providence · Soesdyke · St. Cuthbert's Mission · Timehri · Triumph · Victoria